# شبحی در تاریکی
شبحی در تاریکی نام یک مجموعهٔ تلویزیونی ایرانی به کارگردانی «محسن شاه‌محمدی» است که در سال ۱۳۷۴ تولید و از شبکه ۱ سیمای جمهوری اسلامی ایران  پخش گردید.

## خلاصه داستان
دختری به نام «ناهید» که در اتاقش تنها می‌خوابد، متوجه حضور یک روح در خانه می‌شود. پدر و مادر، در آغاز حرف‌های او را باور نمی‌کنند؛ اما با وقایع عجیب و وحشتناکی که در خانه رخ می‌دهد، پای آن‌ها هم به ماجرا باز می‌شود.

## بازیگران و عوامل تولید

### بازیگران
- سیاوش طهمورث
- رویا تیموریان
- مهراوه شریفی‌نیا
- مهدی وثوقی‌راد
- نصرت دستمردی

### عوامل تولید
- نویسنده و کارگردان: محسن شاه‌محمدی
- تصویربردار: حمید احمدی
- تدوین: محسن شاه‌محمدی
- موسیقی: محمد میرزمانی
- تهیه‌کننده: حسین پاکدل
- فرمتتصویر: ویدئویی
- محصول: گروه فیلم وسریال شبکه ۱ سیمای جمهوری اسلامی ایران
- سال تولید و پخش: ۱۳۷۴